# Trichomasthus quadraspidiotus
Trichomasthus quadraspidiotus är en stekelart som beskrevs av Dang och Wang 2002. Trichomasthus quadraspidiotus ingår i släktet Trichomasthus och familjen sköldlussteklar. Inga underarter finns listade i Catalogue of Life.